# Liste von Häftlingen des Konzentrationslagers Gusen
Die Liste von Häftlingen des Konzentrationslagers Gusen führt bekannte Haftinsassen im Konzentrationslager Gusen auf.
Mit Konzentrationslager Gusen werden drei Gefangenenlager in der Zeit des Nationalsozialismus in Oberösterreich östlich von Linz bezeichnet. In den fünf Jahren des Bestehens des Lagers von 1940 bis Mai 1945 sind ca. 60 000 bis über 70 000 Häftlinge aus ganz Europa in das Lagersystem Gusen eingewiesen worden, die Hälfte davon, ca. 35 000, sind gestorben. Die folgenden beiden Listen zeigen einige der namentlich bekannten Opfer und Überlebenden.

## Bekannte Namen einiger Opfer der KZ Gusen
- Liddy Bacroff  Heinrich Habitz (1908–1943), deutscher Transvestit
- Gian Luigi Banfi, italienischer Architekt und Mitgründer des Mailänder Architekturbüros BBPR
- Florian Białka, SVD, polnischer Seminarist der Steyler Missionare, 2008 posthum in einem laufenden Seligsprechungsverfahren mit dem Titel „Diener Gottes“ geehrt
- Edmund Bursche (1881–1940), Pastor und Dekan der Theologischen Fakultät der Universität Warschau. Auch Ehrendoktor der Evangelisch Theologischen Fakultät der Universität Basel
- Marcel Callo (1921–1945), katholischer Jugendarbeiter, der 1987 seliggesprochen wurde
- Carlo Castellani (1909–1944), Serie-A-Fußballspieler von Empoli und Livorno
- Konstanty Ćwierk, polnischer Dichter, Theatermanager und Radio-Journalist
- Edmund Fietz, Sonderbeauftragter der polnischen Exilregierung in Ungarn
- Stefan Filipkiewicz, Akademischer Maler aus Polen und enger Mitarbeiter von Henryk Slawik im polnischen Hilfskomitee in Budapest
- Robert-Henri Fournier, Widerstandskämpfer der ersten Stunde und Mitglied der Kommunistischen Partei Frankreichs
- Bronisław Hieronim Gładysz, katholischer Theologe[2]
- Johann Gruber (1889–1944), katholischer Priester, Reformpädagoge und „Engel in der Hölle“ von Gusen
- Kazimiercz Gurgul, Stellvertretender Leiter der Vertretung der polnischen Exilregierung in Ungarn
- Fritz Hirsch (1888–1942), deutscher Schauspieler und Theaterleiter
- Père Jacques de Jésus (1900–1945), Priester des Karmelitenordens aus Frankreich
- Włodzimierz Laskowski, katholischer Priester aus Polen, der 1999 seliggesprochen wurde
- Giuseppe Malagodi (1894–1945), Gewerkschafter und Antifaschist aus Italien
- Jean Malavoy, Ingénieur en chef des Mines und Kämpfer der französischen Resistance im Réseau „Johnny“ (Citation à l’ordre de la Nation posthum im Jahre 1947)
- Jerzy Ostrowski, polnischer Pädagoge, Sozial-Aktivist, Journalist und Roman-Schriftsteller
- Avgust Pirjevec, (1897–1943), Schriftsteller aus Slowenien
- Andrzej Pysz, stellvertretender Vorsitzender des polnischen Hilfskomitees um Henryk Sławik in Budapest
- Ugo Sesini, Philologe, Musiker, Komponist, Schriftsteller und Musikprofessor aus Mailand
- Henryk Sławik (1894–1944), der polnische „Raoul Wallenberg“ und Vorsitzender des polnischen Hilfskomitees in Budapest
- Vittorio Staccione, Serie-A-Fußballspieler von Turin und Fiorentina
- Jan Sztwiertnia (1911–1940), polnischer Pädagoge, Komponist und Musiker
- Gino Tommasi (1895–1945), italienischer Architekt, Antifaschist und Widerstandskämpfer der Region Marken
- Zsigmond Varga (1919–1945), evangelischer Theologe
- Lorenzo Vitria (1908–1941), Olympiateilnehmer im Boxen

## Überlebende der KZ Gusen
- Paul Brusson, ehemaliger Polizeipräsident der Stadt Lüttich in Belgien (Gusen I)
- Aldo Carpi (1886–1973), italienischer Künstler, Maler und Verfasser von Berichten aus dem KZ Mauthausen-Gusen
- Jean Cayrol (1911–2005), Literat aus Frankreich (Gusen I)
- Pierre Serge Choumoff, führender Ultrahochvakuumspezialist aus Frankreich (Gusen I)
- Stanisław Grzesiuk (1918–1963), Literat, Volkssänger und Lied-Texter aus Polen. Schrieb den Text zum Gusener Lagermarsch (Gusen I)
- Roger Heim (1900–1979), Naturwissenschaftler aus Frankreich (Gusen I)
- Aba Lewit, polnischer Deportierter und einer der letzten Zeitzeugen, der in Österreich bis 2020 lebte (Gusen II)
- Martin Pötzinger (1904–1988), deutscher Zeuge Jehovas, später Mitglied der Leitenden Körperschaft der Zeugen Jehovas
- Gustaw Przeczek (1913–1974), tschechisch-polnischer Lehrer, Poet, Literat und Autor von Theaterstücken aus Ostrava (Gusen I)
- Joseph Sheen OM MBE, Armee-Angehöriger aus Polen, der nach Australien ging (Gusen II)
- Ferdinando Valetti, Serie-A-Fußballspieler von Mailand (Gusen II)
- Stanislaw Zalewski, jugendlicher Widerstandskämpfer aus Polen (Gusen II)
- Abraham Zuckerman, junger Pole, der zuvor von Oskar Schindler gerettet wurde (Gusen II)